# Ytu hephaestus
Ytu hephaestus is een keversoort uit de familie Torridincolidae. De wetenschappelijke naam van de soort is voor het eerst geldig gepubliceerd in 1973 door Reichardt.